# Blandouet
Blandouet est une ancienne commune française, située dans le département de la Mayenne en région Pays de la Loire, peuplée de 184 habitants (les Blandouetains). Elle est devenue le 1er janvier 2017 une commune déléguée au sein de la commune nouvelle de Blandouet-Saint Jean.
La commune fait partie de la province historique du Maine, et se situe dans le Bas-Maine.

## Géographie
Le territoire de la commune, terminé au nord et à l'est par les sommets boisés de la Charnie (269, 288 m), entre lesquels se forme et serpente le Treulon, a pour limite au nord-est la lisière même de la forêt de la Grande Charnie, qui couvre une partie de la cornière nord et nord-ouest. Le Treulon, encore près de sa source, reçoit à Blandouet comme premiers affluents quelques petits ruisseaux dont la longueur et le parcours déterminent à peu près les dimensions et la configuration de la commune, qui est limitrophe avec le département de la Sarthe.
Quatre étangs ont été supprimés au XIXe siècle : à la Loge - actuellement Chambord - (1830), à la Flardière (1850), à Saint-Nicolas (1853), et aux Aunais (1856).
L'étang de Saint-Nicolas, distrait de Chemiré-en-Charnie, est annexé à Blandouet depuis 1842. À la même époque, Blandouet cédait à Saint-Jean-sur-Erve la lande de Blandouet, dite ensuite le bout de la lande.
Hubert Jaillot indique un moulin sur le ruisseau de l'Essart ; le moulin de la Loge, près du bourg, sur le Treulon, a été supprimé avec l'étang en 1830 lors de la construction du logis de Chambord par Louis Prévost, oncle de Jacques-Ferdinand Prévost.
Le bourg est situé tout au sud, dans la partie la plus éloignée de la forêt, la plus basse (106 m) et la plus fertile.

Les voies anciennes reconnaissables sont celle d'Ambriers (sur Viviers) à Saulges, qui traversait le bourg, et celle qui, formant la limite sud, passe au lieu du Grand-chemin et vient aussi aborder le bourg de l'est à l'ouest. Le Chemin de Blandouet à Sablé, cité en 1493, se confond avec la première de ces voies. L'ancien chemin de Sainte-Suzanne à Saint-Denis-d'Orques (6 km au sud-est) traverse le nord de la commune (D156 en Mayenne, puis D49 en Sarthe), relié au bourg par la D210 ou route de Viviers (7 km au nord) à la D57 Laval-Le Mans. Un chemin vicinal relie Blandouet à Chammes via le carrefour avec la D7 (Sainte-Suzanne-Sablé-sur-Sarthe) et le chêne des Évêts.
Cadastrée en 1842 par M. Douaud, la commune a une superficie de 1 132 hectares. Elle comprenait en 1696 8 métairies, 31 bordages ; 2/3 en landes, le reste produisant seigle, orge et avoine.

### Géologie
Grès cambrien, souvent ferrugineux et en plaquettes; quelques bancs contiennent de nombreuses formes linguloïdes de petite taille.

## Histoire
La dîme de Blandouet fut confirmée à l'abbaye d'Étival-en-Charnie par le pape Célestin III en 1197.
Le duc d'Alençon, seigneur de Sainte-Suzanne, et le seigneur de la Chapelle, avaient un fief commun s'étendant dans le bourg de Blandouet en 1493.
Tous les charrois nécessaires à la construction de ce sanctuaire furent effectués à l’aide de chiens, des animaux que les habitants attelaient et maltraitaient lorsque les pauvres bêtes, harassées de fatigue, ne pouvaient plus avancer. Pour l’abbé Angot, le surnom de « Pis-qu’Chien » remonterait au XVIIIe siècle. 
L’année 1769 fut, dit-on, particulièrement catastrophique pour cette région. Le 28 mai, une grêle affreuse ravagea toutes les récoltes. À Blandouet, les grêlons atteignirent la taille d’un œuf d'oie. La famine sévit sur toute la paroisse « où les habitants à la figure pâle, jaune et décharnée, transis de froid, à jeun jusqu’au soir fort tard, n’entraient dans les maisons charitables pour y donner le spectacle douloureux d’un évanouissement subit, accompagné de nausées et de maux de cœur qui leur faisaient vomir des choux ou du marc bouilli dont ils s’étaient nourris avant de laisser leurs enfants à l’abandon à la maison. Ils apportaient du pain de gland et de racine de fougères auquel ils avaient ajouté de l’avoine germée ; cela formait un pain noir et gluant comme de la suie de cheminée, du pain que même un chien affamé n’aurait daigné manger ».
Lors de la chouannerie, le sergent Choisnet, qui publia la suspension d'armes à Blandouet, Viviers et Torcé, rencontra plusieurs fois les chouans, mais s'expliqua avec eux sans en venir à un engagement (29 novembre 1799). Plusieurs chouans sont répertoriés à Blandouet en l'an VIII (1799).
Le dimanche 15 janvier 1871, la commune fut occupée par une partie des troupes allemandes (artillerie et infanterie). Sous le commandement du général Schmidt, celles-ci venaient d’essuyer un revers devant Saint-Jean-sur-Erve, mais les Allemands redevinrent maîtres du terrain le lendemain lundi 16 janvier et continuèrent leur marche sur Laval. Cependant les Allemands n’exigèrent aucune contribution en argent des Blandouetains. Ils se contentèrent de faire des réquisitions en nature. Quelques jours plus tard, ces troupes furent remplacées par le 1er escadron du régiment des hussards prussiens, sous les ordres du capitaine Vogt. Pendant l’armistice, il se retira hors des limites du département, Blandouet étant compris dans la zone neutre.

### Chemin de fer
Blandouet était desservi par la section de Saint-Denis-d'Orques à Saint-Jean-sur-Erve, prolongement de la ligne du Mans à Saint-Denis-d'Orques des Tramways de la Sarthe. Cette section fut fermée le 31 décembre 1933.
En 1932, la halte de Blandouet avait accueilli 106 voyageurs.

## Politique et administration

### Liste des maires
La commune a été organisée dès 1790.

### Jumelages
- Sulzheim (Rhénanie-Palatinat) (Allemagne) depuis 1967.

Le jumelage du canton de Sainte-Suzanne / communauté de communes d'Erve et Charnie, avec Sulzheim (Rhénanie-Palatinat) a été initié en 1966 par Victor Julien conseiller général, maire de Thorigné-en-Charnie, et Adam Becker, dans la famille duquel Victor Julien avait été prisonnier de guerre de 1940 à 1945. Le nom d'Adam Becker a été donné à la place centrale de Blandouet.

## Population et société

### Démographie
L'évolution du nombre d'habitants est connue à travers les recensements de la population effectués dans la commune depuis 1793. À partir du 1er janvier 2009, les populations légales des communes sont publiées annuellement dans le cadre d'un recensement qui repose désormais sur une collecte d'information annuelle, concernant successivement tous les territoires communaux au cours d'une période de cinq ans. 
Pour les communes de moins de 10 000 habitants, une enquête de recensement portant sur toute la population est réalisée tous les cinq ans, les populations légales des années intermédiaires étant quant à elles estimées par interpolation ou extrapolation. Pour la commune, le premier recensement exhaustif entrant dans le cadre du nouveau dispositif a été réalisé en 2008,.
En 2021, la commune comptait 184 habitants, en évolution de −2,13 % par rapport à 2015 (Mayenne : +0,72 %, France hors Mayotte : +2,49 %).
| 1793 | 1800 | 1806 | 1821 | 1831 | 1836 | 1841 | 1846 | 1851 |
| ---- | ---- | ---- | ---- | ---- | ---- | ---- | ---- | ---- |
| 535  | 413  | 524  | 518  | 535  | 569  | 585  | 600  | 588  |

| 1856 | 1861 | 1866 | 1872 | 1876 | 1881 | 1886 | 1891 | 1896 |
| ---- | ---- | ---- | ---- | ---- | ---- | ---- | ---- | ---- |
| 568  | 539  | 526  | 454  | 459  | 440  | 431  | 414  | 459  |

| 1901 | 1906 | 1911 | 1921 | 1926 | 1931 | 1936 | 1946 | 1954 |
| ---- | ---- | ---- | ---- | ---- | ---- | ---- | ---- | ---- |
| 444  | 359  | 369  | 295  | 262  | 250  | 259  | 274  | 240  |

| 1962 | 1968 | 1975 | 1982 | 1990 | 1999 | 2008 | 2013 | 2018 |
| ---- | ---- | ---- | ---- | ---- | ---- | ---- | ---- | ---- |
| 220  | 208  | 169  | 159  | 151  | 157  | 198  | 188  | 195  |

| 2019 | - | - | - | - | - | - | - | - |
| ---- | - | - | - | - | - | - | - | - |
| 190  | - | - | - | - | - | - | - | - |

Évolution :
- Moyenne des naissances : 18 par an de 1601 à 1610 ; 23 de 1701 à 1710 ; 30 de 1785 à 1790.
- 95 feux en 1696.
- 1726 = 423 habitants.

## Économie
Dans cette région, l’extraction du fer est ancienne ; sous l’Ancien Régime, on utilisait les forges à bras, et spécialement dans les environs du bourg où les scories sont abondantes, à ce point que l’humus des jardins n’est formé que d’une sorte de poussière en terre légère qui provient des détritus de ces scories. Le Fourneau, la forge la plus importante, était actionné par l’étang de Saint-Nicolas. Elle cessa de fonctionner presque en même temps que les forges de Moncor, vers 1852, lorsque l’extraction du minerai fut stoppée. Au XVIIIe siècle, de nombreux cloutiers vivaient de leur artisanat à Blandouet et cette industrie y était très renommée.

## Culture locale et patrimoine

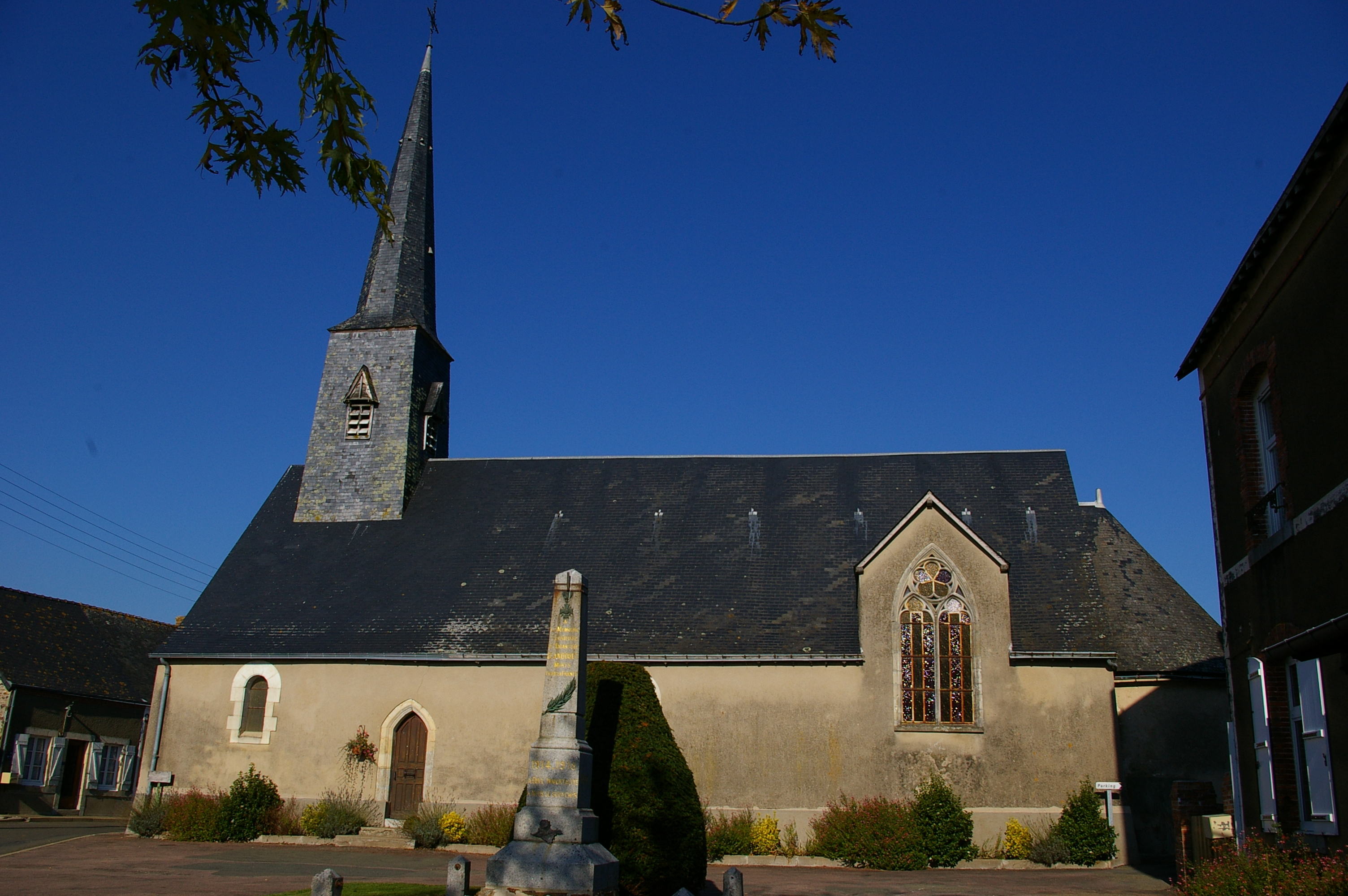
L'église Saint-Louis.

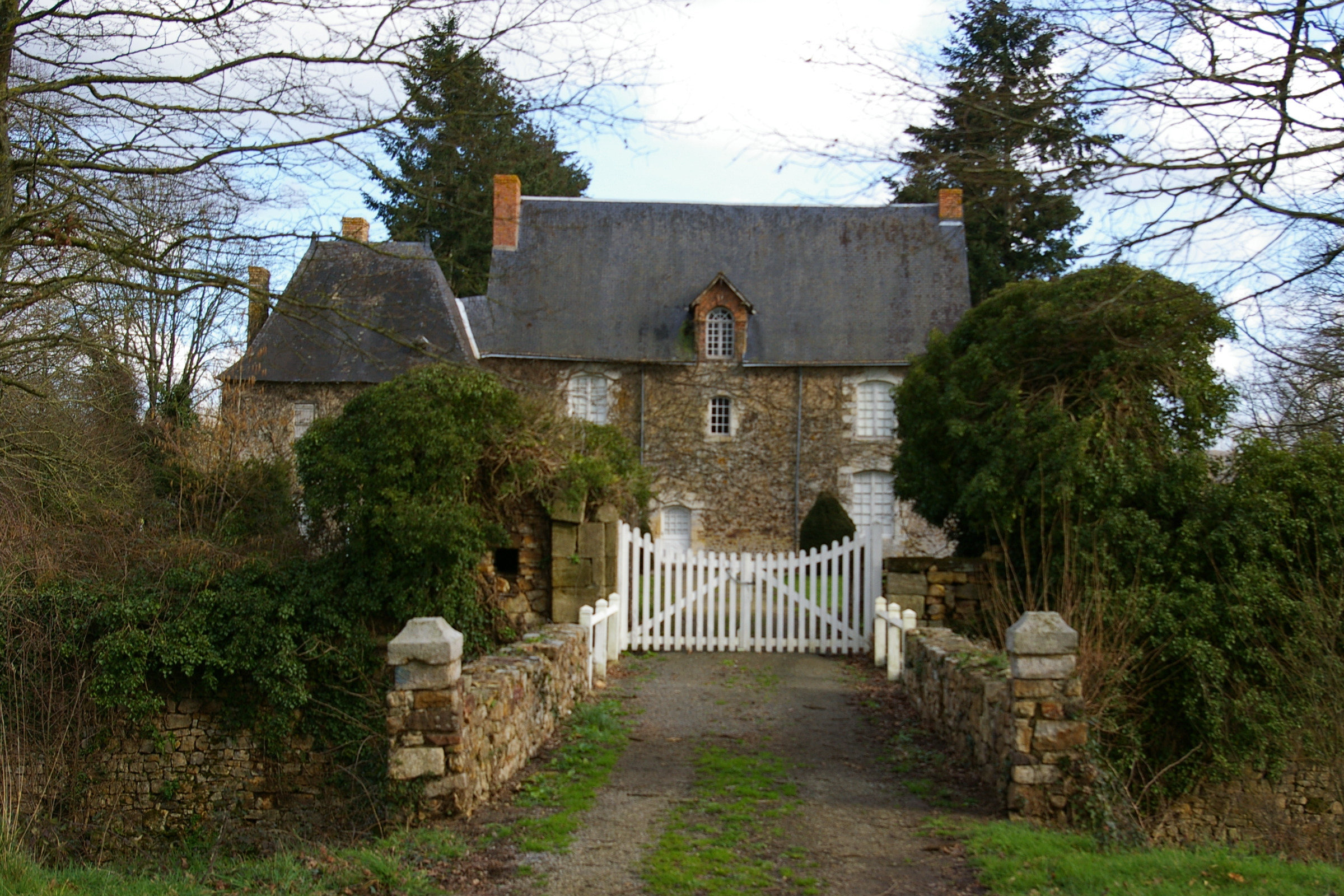
Le manoir de la Vallée.

### Lieux et monuments
L'église est placée sous le vocable de saint Louis, patron de la paroisse (fêté le 25 août, assemblée communale).
Avant le Concordat, l'église dépendait de Viviers (de la mission d'Évron en 1797), puis fut érigée en desservance par décret du 5 nivôse an XIII, de l'archiprêtré de Saint-Vénérand et du doyenné de Sainte-Suzanne.
Elle comprenait, avant la restauration de 1896, une simple nef et un chœur un peu rétréci qu'éclairait une grande fenêtre en pénétration dans le toit, ouverte au midi pour remplacer la fenêtre du pignon oriental ; édifice presque misérable, dont l'extérieur, avec son petit campanile en bois planté sur le pignon occidental, ne rachetait en rien la pauvreté.
L’abbé Angot signale la boiserie de style Louis XV, peu ouvragée mais d'une bonne exécution, qui tapissait tout le fond du chœur, encadrant le Christ dans un grand panneau central, et deux petites statues remarquables en pierre, représentant sainte Barbe (XIVe siècle) et sainte Anne (dernier quart du XVIe siècle).
Au-dehors, une cuve d'anciens fonts, octogone, en pierre blanche, entourée au bord supérieur d'un bourrelet saillant, sert de pierre aux annonces ; elle devait reposer sur une base de maçonnerie, car la face intérieure est brute.
Les mentions de fontes et de bénédictions de cloches sont fréquentes : une en octobre 1553, nommée par Pierre de Fay et Nicole Bessinet ; une autre le 24 mai 1728, dont le parrain est Michel Bassouin, procureur du roi à Sainte-Suzanne, et la marraine Marie-Anne-Charlotte Le Hirbec, femme de François-Joseph Yver de Touchemoreau, bailli de Sainte-Suzanne ; les deux cloches qui servent encore ont été bénies le 27 juillet 1786 par Jean Cornuau, doyen d'Évron et curé de Sainte-Suzanne, et fondues par Pierre Chauchard.

### Personnalités liées à la commune
- Michel Luette, ou encore Michel de la Vallée, (° 1566 à Blandouet - † 1621), militaire, gouverneur de Sainte-Suzanne, et « chansonnier ».
- Perrine Dugué (° 1777 - † 1796), assassinée par trois chouans au lieu-dit la lande de Blandouet, surnommée la « Sainte tricolore ».
- Jacques-Ferdinand Prévost (°1819 - † 1883), général et archéologue militaire, est enterré à Blandouet.

### Héraldique
| Armes de Blandouet | Les armes de la commune se blasonnent ainsi : D'azur à l'écusson d'or au lion de gueules, accompagné de trois clous d'argent deux en chef et un en pointe. |